# 乌兰 (厄尔-卢瓦省)
乌兰（法語：Oulins，法語發音：[ulɛ̃]）是法国厄尔-卢瓦省的一个市镇，属于德勒区。

## 地理
乌兰（48°51'55"N, 1°28'15"E）面积10.08 平方千米，位于法国中央-卢瓦尔河谷大区厄尔-卢瓦省，该省份为法国北部内陆省份，北起顺时针与厄尔省、伊夫林省、埃松省、卢瓦雷省、卢瓦-谢尔省、萨尔特省和奧恩省接壤。
与乌兰接壤的市镇（或旧市镇、城区）包括：邦库尔、拉绍塞迪夫里、圣旺马尔舍弗鲁瓦。
乌兰的时区为UTC+01:00、UTC+02:00（夏令时）。

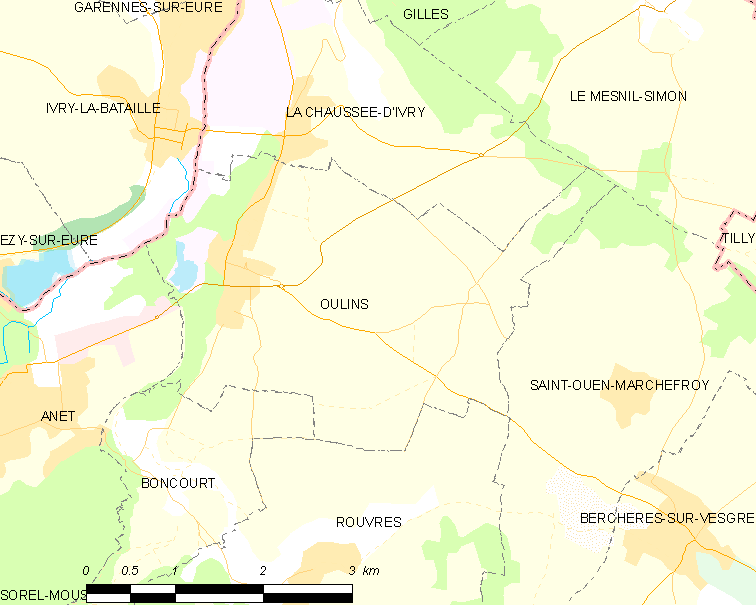
乌兰的OSM定位图

## 行政
乌兰的邮政编码为28260，INSEE市镇编码为28293。

## 政治
乌兰所属的省级选区为阿内特县。

## 人口

1962-2008年间乌兰人口变化图示

乌兰于2022年1月1日时的人口数量为1221人。